# Klon hondoański
Klon hondoański, klon cienkoszypułkowy (Acer capillipes) – gatunek z rodziny mydleńcowatych (Sapindaceae). Występuje naturalnie w górskich lasach Japonii.

## Morfologia

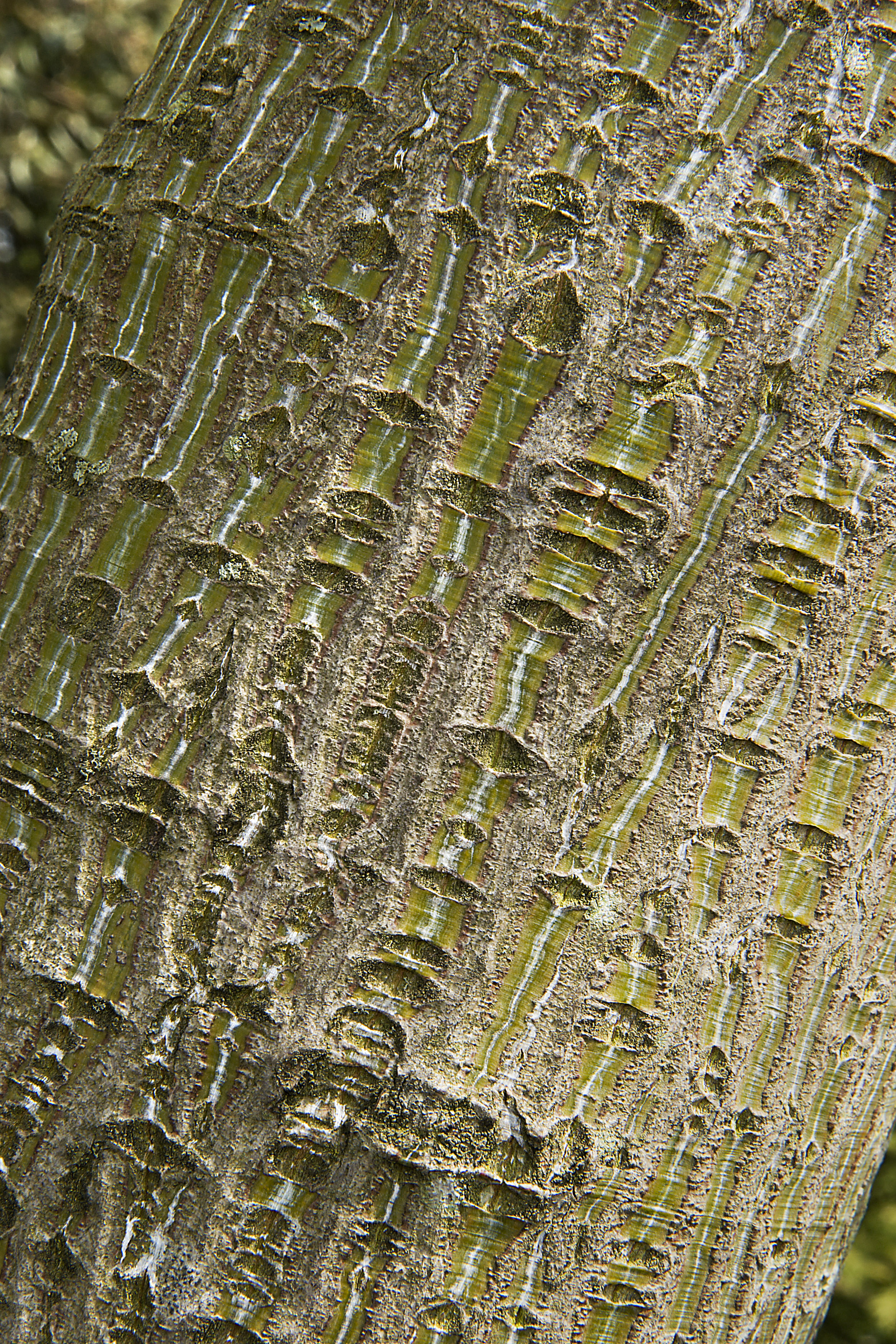
Kora klonu hondoańskiego

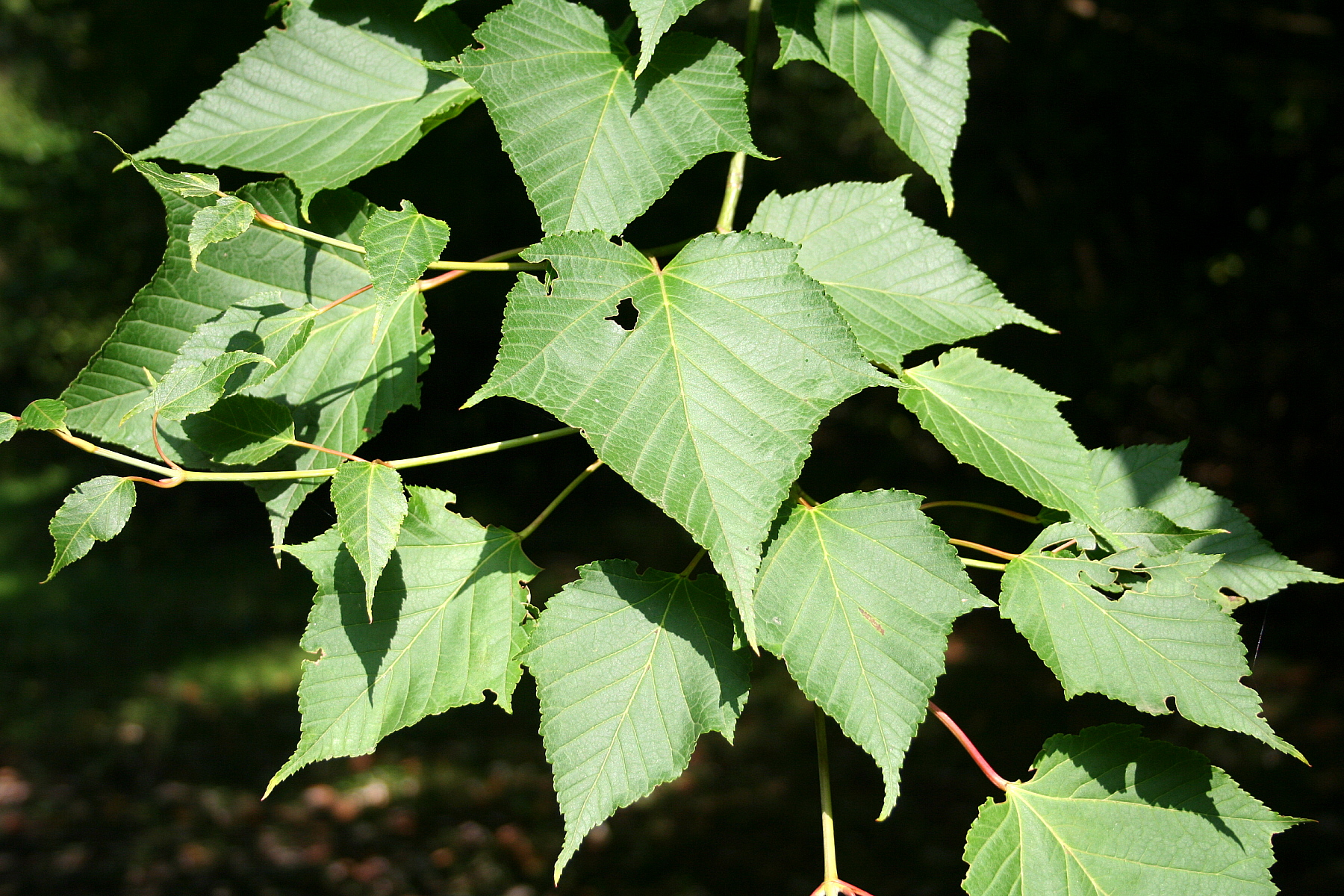

PokrójDrzewo dorasta do 20 m wysokości. Kora jest zielono-szara poprzecinana białymi paskami. Preferuje tereny o wilgotnym podłożu.
LiścieLiście mają długość od 12 do 15 cm i szerokość 10 cm. Są trójklapowe, piłkowane i ostro zakończone. Latem liście mają kolor zielony (od spodu są jaśniejsze), a jesienią przebarwiają się na czerwono lub żółto.
KwiatyKwiaty są drobne i zielone, zebrane w zwisające grona.
OwoceOrzeszki ze skrzydełkami szeroko rozwartymi mają długość około 2 cm. Początkowo są zielone, ale później zmieniają kolor na czerwony.